# معادله‌های رقابت لوتکا-ولترا

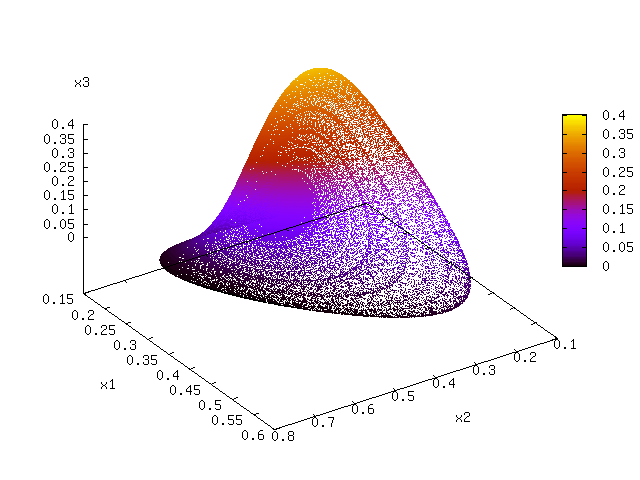
سیستم رقابتی Lotka-Volterra در فضای فاز با مقدار با رنگ نشان داده شده ترسیم شد.

معادله‌های رقابت لوتکا-ولترا (به انگلیسی: Competitive Lotka–Volterra equations) یک مدل ساده از پویایی‌شناسی جمعیت گونه‌هایی است که برای برخی منابع مشترک رقابت می‌کنند. آنها را می‌توان بیشتر به معادله لوتکا-ولتررا تعمیم داد تا برهم‌کنش‌های تغذیه‌ای را شامل شود.

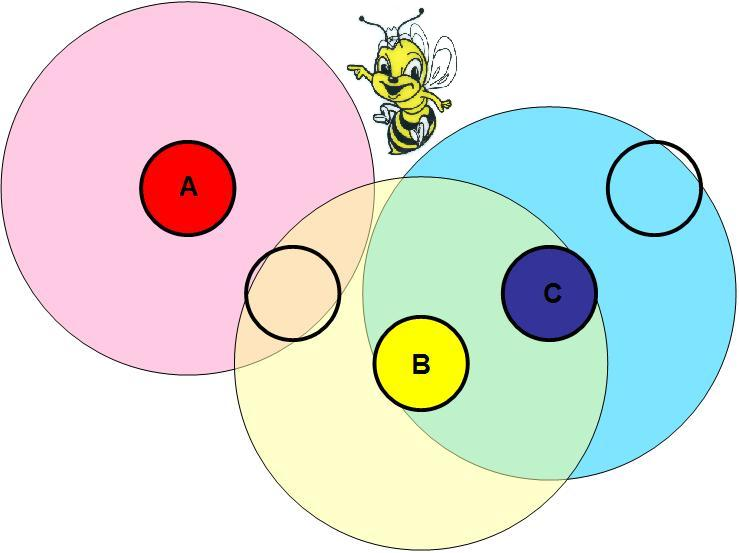
تصویری از ساختار فضایی در طبیعت. قدرت برهمکنش بین کلنی‌های زنبور عسل تابعی از نزدیکی آنها است. کلنی‌های A و B مانند کلنی‌های B و C با هم تعامل دارند. A و C مستقیماً با هم تعامل ندارند، بلکه از طریق کلنی B بر یکدیگر تأثیر می‌گذارند.

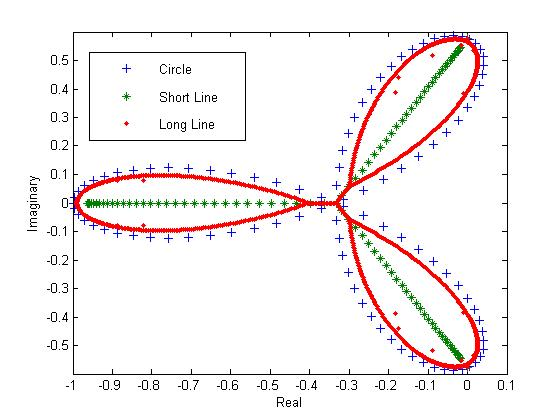
مقادیر ویژه یک دایره، خط کوتاه و خط بلند در صفحه مختلط رسم شده‌است